# Pihen-lès-Guînes
Pihen-lès-Guînes est une commune française située dans le département du Pas-de-Calais en région Hauts-de-France. Ses habitants sont appelés les Pihenois. La commune est membre de la communauté d'agglomération Grand Calais Terres et Mers.

## Géographie

### Localisation
Localisée dans le nord-ouest du département du Pas-de-Calais, Pihen-lès-Guînes est une commune rurale située, à vol d'oiseau, à 7 km du grand site des Deux Caps et à 10 km au sud-ouest de la commune de Calais (aire d'attraction et chef-lieu d'arrondissement).
Le territoire de la commune est limitrophe de ceux de six communes.
Les communes limitrophes sont Saint-Tricat, Bonningues-lès-Calais, Caffiers, Hames-Boucres, Landrethun-le-Nord et Saint-Inglevert.

### Géologie et relief
La superficie de la commune est de 9,25 km2 ; son altitude varie de 23  à   121 mètres.

### Hydrographie
La commune est située dans le bassin Artois-Picardie. Elle n'est drainée par aucun cours d'eau,.

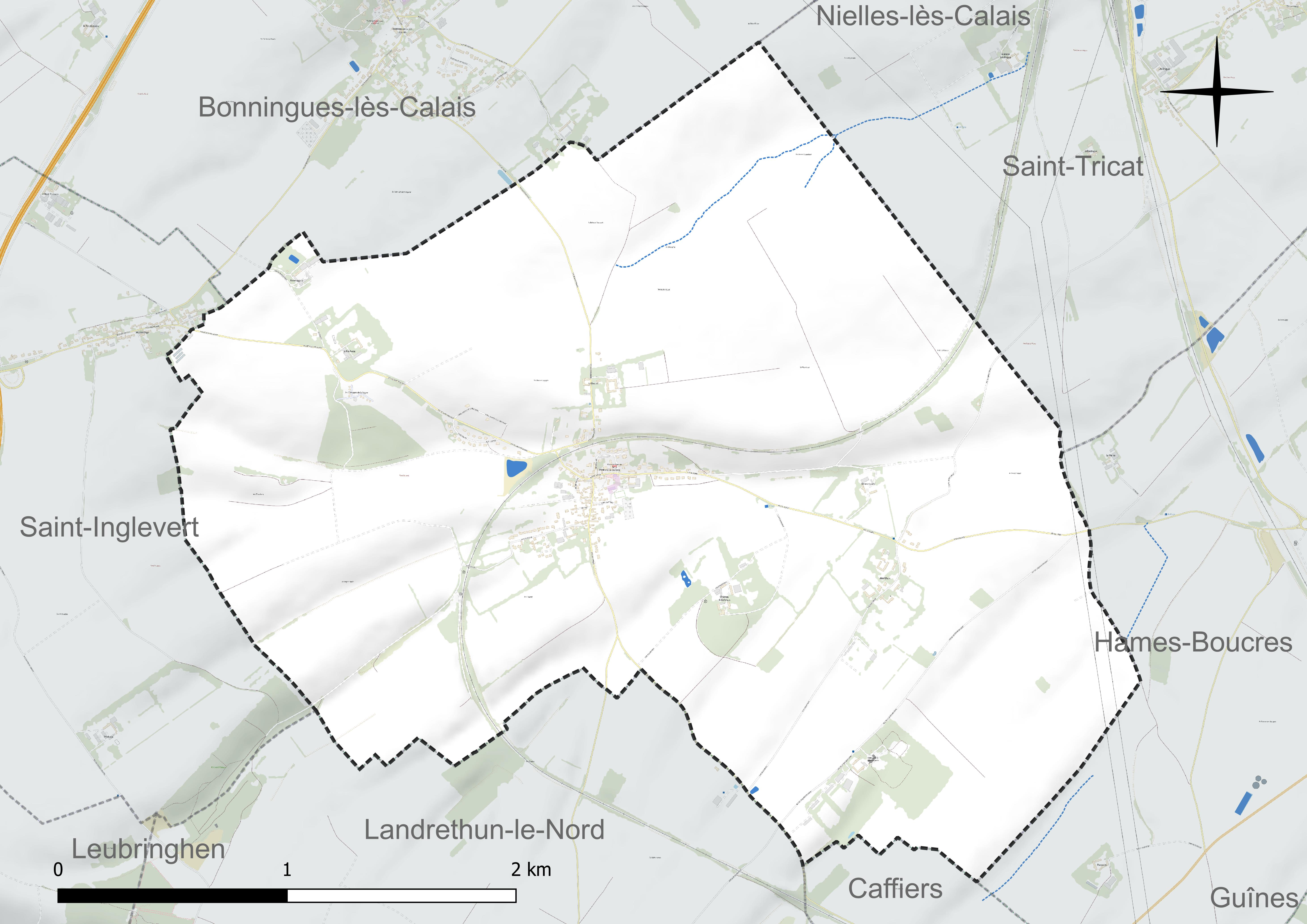
Réseau hydrographique de Pihen-lès-Guînes.

### Climat
Pour des articles plus généraux, voir Climat des Hauts-de-France et Climat du Nord-Pas-de-Calais.
En 2010, le climat de la commune est de type climat océanique franc, selon une étude du Centre national de la recherche scientifique (CNRS) s'appuyant sur une série de données couvrant la période 1971-2000. En 2020, Météo-France publie une typologie des climats de la France métropolitaine dans laquelle la commune est exposée à un climat océanique et est dans la région climatique Côtes de la Manche orientale, caractérisée par un faible ensoleillement (1 550 h/an) ; forte humidité de l'air (plus de 20 h/jour avec humidité relative > 80 % en hiver), vents forts fréquents.
Pour la période 1971-2000, la température annuelle moyenne est de 10,4 °C, avec une amplitude thermique annuelle de 12,7 °C. Le cumul annuel moyen de précipitations est de 918 mm, avec 12,5 jours de précipitations en janvier et 8,3 jours en juillet. Pour la période 1991-2020, la température moyenne annuelle observée sur la station météorologique la plus proche, située sur la commune de Licques à 14 km à vol d'oiseau, est de 10,5 °C et le cumul annuel moyen de précipitations est de 1 138,1 mm,. Pour l'avenir, les paramètres climatiques de la commune estimés pour 2050 selon différents scénarios d'émission de gaz à effet de serre sont consultables sur un site dédié publié par Météo-France en novembre 2022.

### Paysages
Pour un article plus général, voir Paysage en France.
La commune s'inscrit dans les « paysages des coteaux calaisiens et du pays de Licques » tels qu'ils sont définis dans l'atlas de paysages de la région Nord-Pas-de-Calais, conçu par la direction régionale de l'Environnement, de l'Aménagement et du Logement (DREAL),.
Ces « paysages des coteaux calaisiens et du pays de Licques » concernent 56 communes du Pas-de-Calais. Ces paysages s'étendent sur environ 30 km de long (est-ouest) et 15 km de large (nord-sud) et présentent deux sous-ensembles : les coteaux calaisiens au nord et le pays de Licques au sud. Les altitudes de ces paysages varient de 206 m dans le Pays de Licques, à 120 m dans l’ouest des coteaux Calaisiens, près de Guînes, et à 10 m dans l'est, près d'Audruicq.
Ces paysages recouvrent trois entités écopaysagères : les collines guînoises qui constituent le rebord septentrional de l'Artois, l'entité de Bredenarde qui appartient à la plaine maritime flamande, et la cuvette de Licques. Ils sont constitués de 59,70 % de cultures, de 17,30 % de forêts, de 15,11 % de prairies naturelles, permanentes, de 7,45 % d'espaces artificialisés, avec les quatre principales communes que sont Audruicq, Ardres, Guînes et Licques, de 0,27 % d'industries, et de 0,18 % de cours d'eau et plan d'eau.
Les éléments structurants de ces paysages sont la LGV Nord et l'A26, la rivière la Hem qui coule du sud vers le nord-est, les escarpements sur les coteaux du Calaisis et autour du pays de Licques et, d'ouest en est, les différents boisements comme la forêt de Guînes, le bois de l'Abbaye, la forêt de Tournehem et une partie de la forêt d'Éperlecques.

### Milieux naturels et biodiversité
L’Inventaire national du patrimoine naturel (INPN) recense plusieurs espèces faunistiques et floristiques sur le territoire de la commune dont certaines sont protégées et d’autres menacées et quasi-menacées.

## Urbanisme

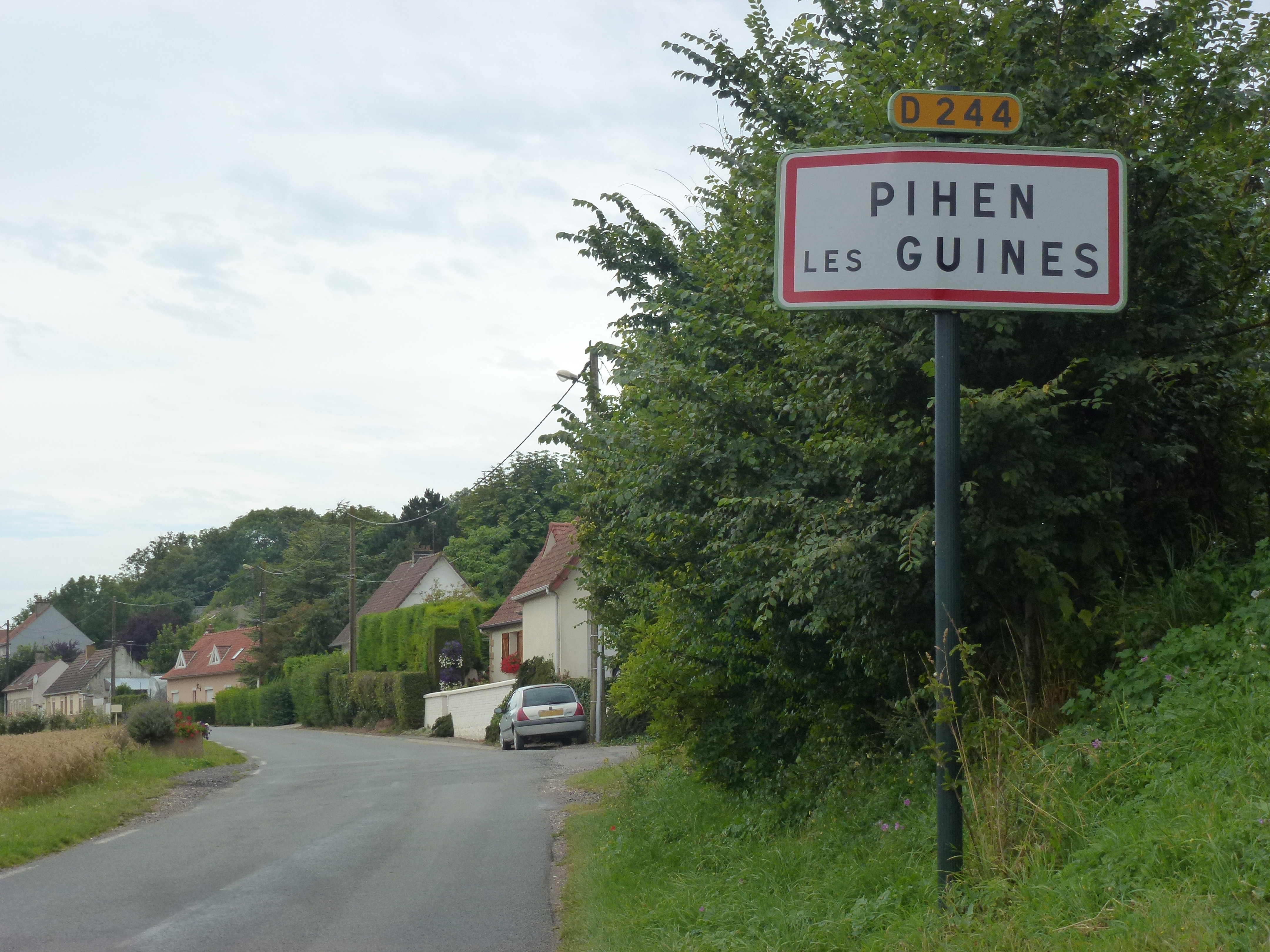
Panneau d'entrée de la commune.

### Typologie
Au 1er janvier 2024, Pihen-lès-Guînes est catégorisée commune rurale à habitat dispersé, selon la nouvelle grille communale de densité à sept niveaux définie par l'Insee en 2022.
Elle est située hors unité urbaine. Par ailleurs la commune fait partie de l'aire d'attraction de Calais, dont elle est une commune de la couronne,. Cette aire, qui regroupe 45 communes, est catégorisée dans les aires de 50 000 à moins de 200 000 habitants,.

### Occupation des sols
L'occupation des sols de la commune, telle qu'elle ressort de la base de données européenne d'occupation biophysique des sols Corine Land Cover (CLC), est marquée par l'importance des territoires agricoles (97,2 % en 2018), une proportion sensiblement équivalente à celle de 1990 (97,3 %). La répartition détaillée en 2018 est la suivante : 
terres arables (93,3 %), prairies (3,9 %), zones urbanisées (2,8 %). L'évolution de l'occupation des sols de la commune et de ses infrastructures peut être observée sur les différentes représentations cartographiques du territoire : la carte de Cassini (XVIIIe siècle), la carte d'état-major (1820-1866) et les cartes ou photos aériennes de l'IGN pour la période actuelle (1950 à aujourd'hui).

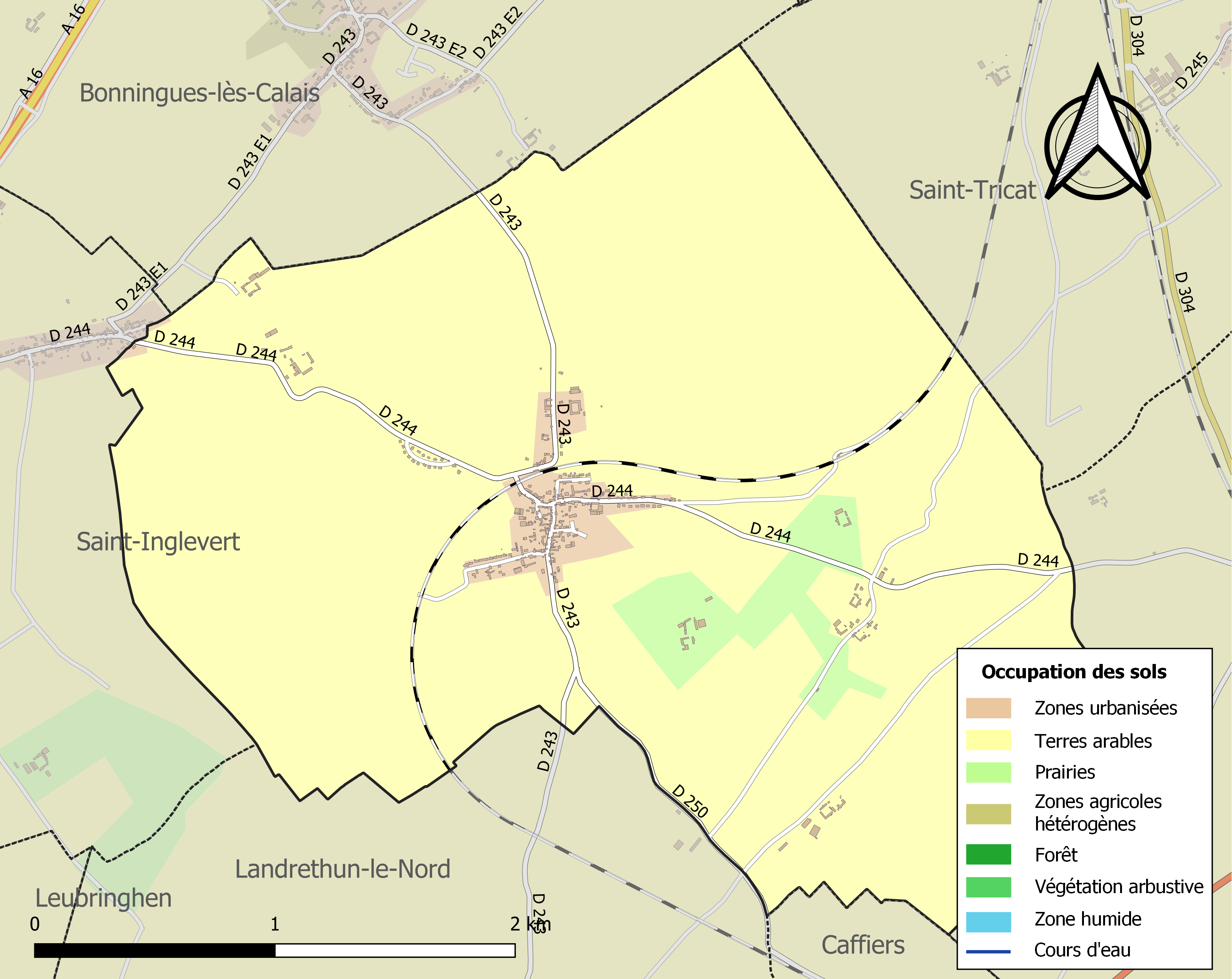
Carte des infrastructures et de l'occupation des sols de la commune en 2018 (CLC).

### Voies de communication et transports

#### Transports
Pihen-lès-Guînes est desservie par la ligne 13 du réseau Imag'in.
La commune dispose également d'une halte ferroviaire desservie par des trains assurant des relations entre Calais et Boulogne-sur-Mer.

## Toponymie
Le nom de la localité est attesté sous les formes Pithem, Pitham en 1084 ; Pihem en 1164 ; Pithen, Pitheem au XIIe siècle ; Dihem in Ghisnesio ou Pihem en 1254 ; Piehem en 1273 ; Pichem ou Pithem au XIIIe siècle ; Pihen juxta Guisnes au XVe siècle ; Phiem vers 1512 ; Pitham, Pittam et Pyham en 1556 ; Pihan en 1583 ; Pihen en 1793 ; Pihen en 1801 et Pihen-lès-Guînes depuis 1923.
La préposition « lès » permet de signifier la proximité d'un lieu géographique par rapport à un autre lieu. En règle générale, il s'agit d'une localité qui tient à se situer par rapport à une ville voisine plus grande. La commune de Pihen indique qu'elle se situe près de Guînes.

## Histoire
Il n'est pas douteux que le village soit très ancien. On aurait retrouvé des sépultures remontant à l'époque du haut Moyen Âge, notamment des sépultures en forme de sarcophages et des squelettes reposant directement sur la craie. Des tuiles très épaisses, façonnées à la main, ont été à plusieurs reprises remontées à la surface d'un champ par le soc d'une charrue.
Témoins de temps beaucoup plus reculés, des défenses de mammouth et un crâne de rhinocéros furent mis au jour lors de la construction de la route départementale.
À noter « l'étoile itinéraire » que constitue le centre du village où viennent aboutir sept chemins, dont plusieurs remontent au Moyen Âge. La commune est traversée de part en part sur un axe est-ouest par une voie antique que l'on considère comme romaine, branche dérivée, à Guînes, de la Leulène (ou chemin de Leulingue) qui va en droite ligne de Thérouanne à Sangatte. Cette branche dérivée de voie romaine relie Guînes à Wissant qui était un port d'embarquement vers l'Angleterre très fréquenté au Moyen Âge. Ce chemin est une portion de la via Francigena, chemin de pèlerinage qui reliait Canterbury à Rome dont Sigéric, archevêque de Canterbury de 989 à 994 fait la plus ancienne description en 990 lors de son retour de Rome. Cet itinéraire, en 80 étapes d'environ 20 km, est connu par un manuscrit. C'est sur la base de cet itinéraire, plus anciennement attesté même que celui de Compostelle, qu'a été balisé l'itinéraire actuel.
Au Moyen Âge, Pihen fit partie du comté de Guînes. Arnould IV d'Ardres, seigneur d'Ardres, construit vers 1150, un château à Colewide, sur le territoire actuel de la commune, et y fait construire une chapelle. Le château sera détruit en 1214.
Puis la commune demeura aux Anglais de 1347 à 1558, comme toutes les paroisses du Calaisis. Après la libération par François, deuxième duc de Guise, en 1558, Pihen fait partie du pays reconquis : après le départ des colons anglais établis depuis la capitulation de Calais en 1347 et l'expulsion des propriétaires français, il faut répartir les terres entre leurs nouveaux propriétaires. En 1560, on compte onze propriétaires sur une surface de 1 307 mesures environ pour quinze propriétaires en 1585 se partageant environ 2 000 mesures (actuellement 925 hectares).
Les tribulations de Pihen n'étaient pas terminées pour autant. À cette époque, les rois de France et d'Espagne étant en guerre, le territoire de Pihen était dans la zone des combats, les Espagnols venant de la Flandre voisine qui était alors en leur possession. Un jour on était aux Français et le lendemain on pouvait se retrouver Espagnol. Ce qui fut le cas de 1596 à 1598. L'ancienne église, du XIIIe siècle, en fit les frais puisqu'elle fut incendiée à cette époque.
Pendant la première guerre mondiale, Guînes est le siège en 1917-1918 d'un commandement d'étapes, c'est-à-dire un élément de l'armée organisant le stationnement de troupes, comprenant souvent des chevaux, pendant un temps plus ou moins long, sur les communes dépendant du commandement, en arrière du front. Pihen en dépend et a à ce titre accueilli des troupes sur la commune.

## Politique et administration

### Découpage territorial
La commune se trouve dans l'arrondissement de Calais du département du Pas-de-Calais.

#### Commune et intercommunalités
La commune est membre de la communauté d'agglomération Grand Calais Terres et Mers regroupant 14 communes et totalisant 98 828 habitants en 2021.

#### Circonscriptions administratives
La commune est rattachée au canton de Calais-1.

#### Circonscriptions électorales
Pour l'élection des députés, la commune fait partie de la sixième circonscription du Pas-de-Calais.

### Élections municipales et communautaires

#### Liste des maires
| Période                                  | Période                    | Identité             | Étiquette | Qualité |
| ---------------------------------------- | -------------------------- | -------------------- | --------- | --- |
| Les données manquantes sont à compléter. |                            |                      |           | |
| 1945                                     | 1983                       | Jean-Charles Level   |           | |
| 1983                                     | 1995                       | Pascal Potterie      |           | |
| 1995                                     | 2001                       | Thierry Calais       |           | |
| mars 2001                                | 2008                       | Christian Drincqbier |           | |
| mars 2008                                | En cours (au 2 avril 2022) | Jean-Luc Marot       |           | Ancien employé Élu pour le mandat 2008-2014 Réélu pour le mandat 2014-2020, Réélu pour le mandat 2020-2026, |

## Équipements et services publics

### Espaces publics
La commune est labellisée « 2 fleurs » au concours des villes et villages fleuris.

## Population et société

### Démographie
Les habitants sont appelés les Pihenois.

#### Évolution démographique
L'évolution du nombre d'habitants est connue à travers les recensements de la population effectués dans la commune depuis 1793. Pour les communes de moins de 10 000 habitants, une enquête de recensement portant sur toute la population est réalisée tous les cinq ans, les populations de référence des années intermédiaires étant quant à elles estimées par interpolation ou extrapolation. Pour la commune, le premier recensement exhaustif entrant dans le cadre du nouveau dispositif a été réalisé en 2007.

En 2022, la commune comptait 530 habitants, en évolution de +8,83 % par rapport à 2016 (Pas-de-Calais : −0,72 %, France hors Mayotte : +2,11 %).
| 1793 | 1800 | 1806 | 1821 | 1831 | 1836 | 1841 | 1846 | 1851 |
| ---- | ---- | ---- | ---- | ---- | ---- | ---- | ---- | ---- |
| 381  | 387  | 417  | 476  | 512  | 512  | 502  | 485  | 488  |

| 1856 | 1861 | 1866 | 1872 | 1876 | 1881 | 1886 | 1891 | 1896 |
| ---- | ---- | ---- | ---- | ---- | ---- | ---- | ---- | ---- |
| 463  | 423  | 455  | 431  | 420  | 402  | 486  | 474  | 514  |

| 1901 | 1906 | 1911 | 1921 | 1926 | 1931 | 1936 | 1946 | 1954 |
| ---- | ---- | ---- | ---- | ---- | ---- | ---- | ---- | ---- |
| 543  | 488  | 555  | 534  | 403  | 366  | 391  | 358  | 365  |

| 1962 | 1968 | 1975 | 1982 | 1990 | 1999 | 2006 | 2007 | 2012 |
| ---- | ---- | ---- | ---- | ---- | ---- | ---- | ---- | ---- |
| 367  | 349  | 309  | 357  | 413  | 394  | 477  | 489  | 462  |

| 2017 | 2022 | - | - | - | - | - | - | - |
| ---- | ---- | - | - | - | - | - | - | - |
| 499  | 530  | - | - | - | - | - | - | - |

#### Pyramide des âges
En 2018, le taux de personnes d'un âge inférieur à 30 ans s'élève à 36,8 %, soit au-dessus de la moyenne départementale (36,7 %). À l'inverse, le taux de personnes d'âge supérieur à 60 ans est de 21,3 % la même année, alors qu'il est de 24,9 % au niveau départemental.
En 2018, la commune comptait 260 hommes pour 238 femmes, soit un taux de 52,21 % d'hommes, largement supérieur au taux départemental (48,50 %).
Les pyramides des âges de la commune et du département s'établissent comme suit.
| Hommes | Classe d’âge | Femmes |
| ------ | ------------ | ------ |
| 0,8    | 90 ou +      | 1,7    |
| 2,3    | 75-89 ans    | 5,8    |
| 15,7   | 60-74 ans    | 16,6   |
| 22,3   | 45-59 ans    | 17,6   |
| 20,0   | 30-44 ans    | 23,9   |
| 18,1   | 15-29 ans    | 13,4   |
| 20,9   | 0-14 ans     | 21,0   |

| Hommes | Classe d’âge | Femmes |
| ------ | ------------ | ------ |
| 0,5    | 90 ou +      | 1,6    |
| 5,6    | 75-89 ans    | 8,9    |
| 16,7   | 60-74 ans    | 18,1   |
| 20,2   | 45-59 ans    | 19,2   |
| 18,9   | 30-44 ans    | 18,1   |
| 18,2   | 15-29 ans    | 16,2   |
| 19,9   | 0-14 ans     | 17,9   |

## Culture locale et patrimoine

### Lieux et monuments
- L'église Notre-Dame-de-l'Annonciation[31].

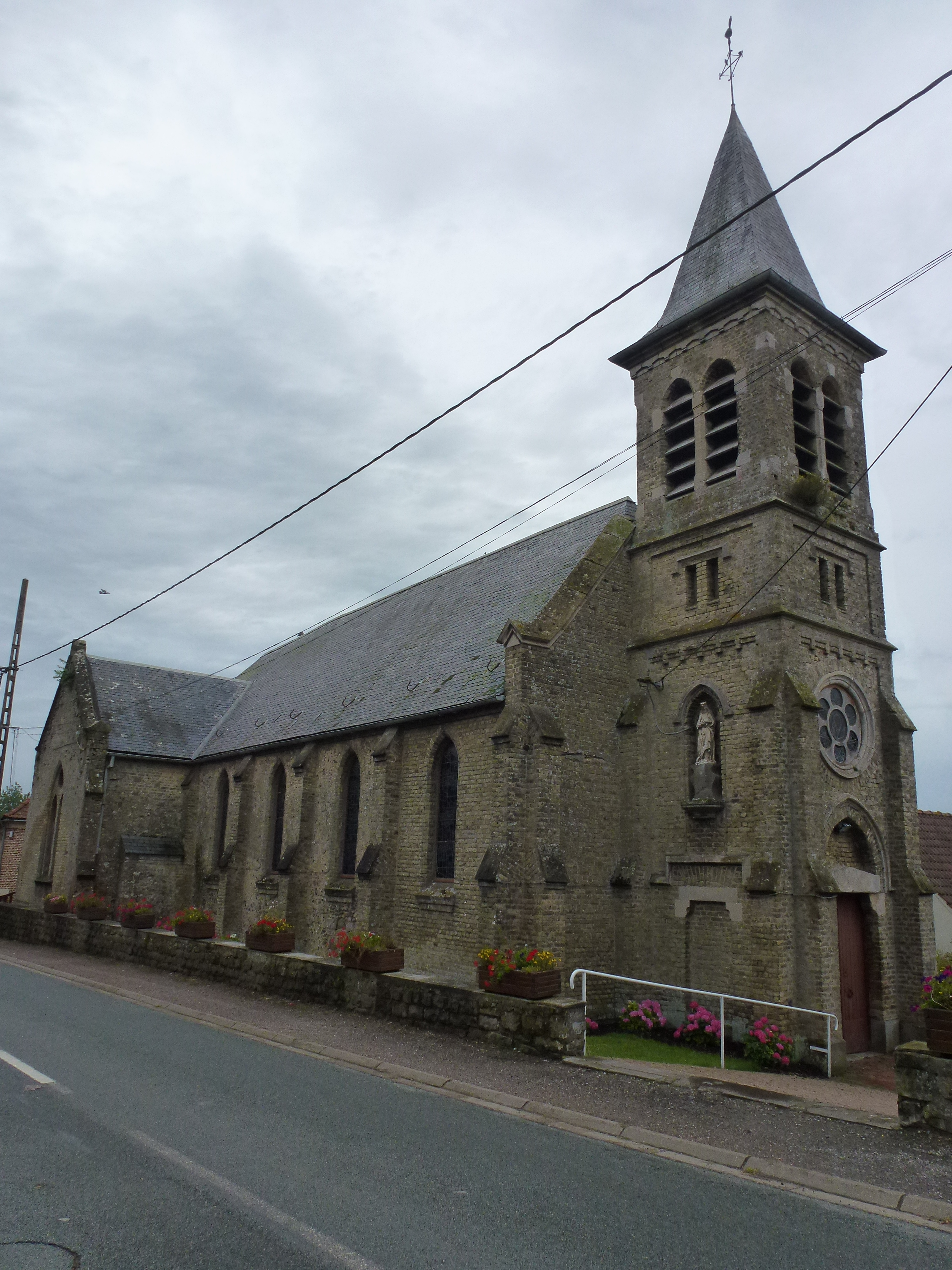
L'église.

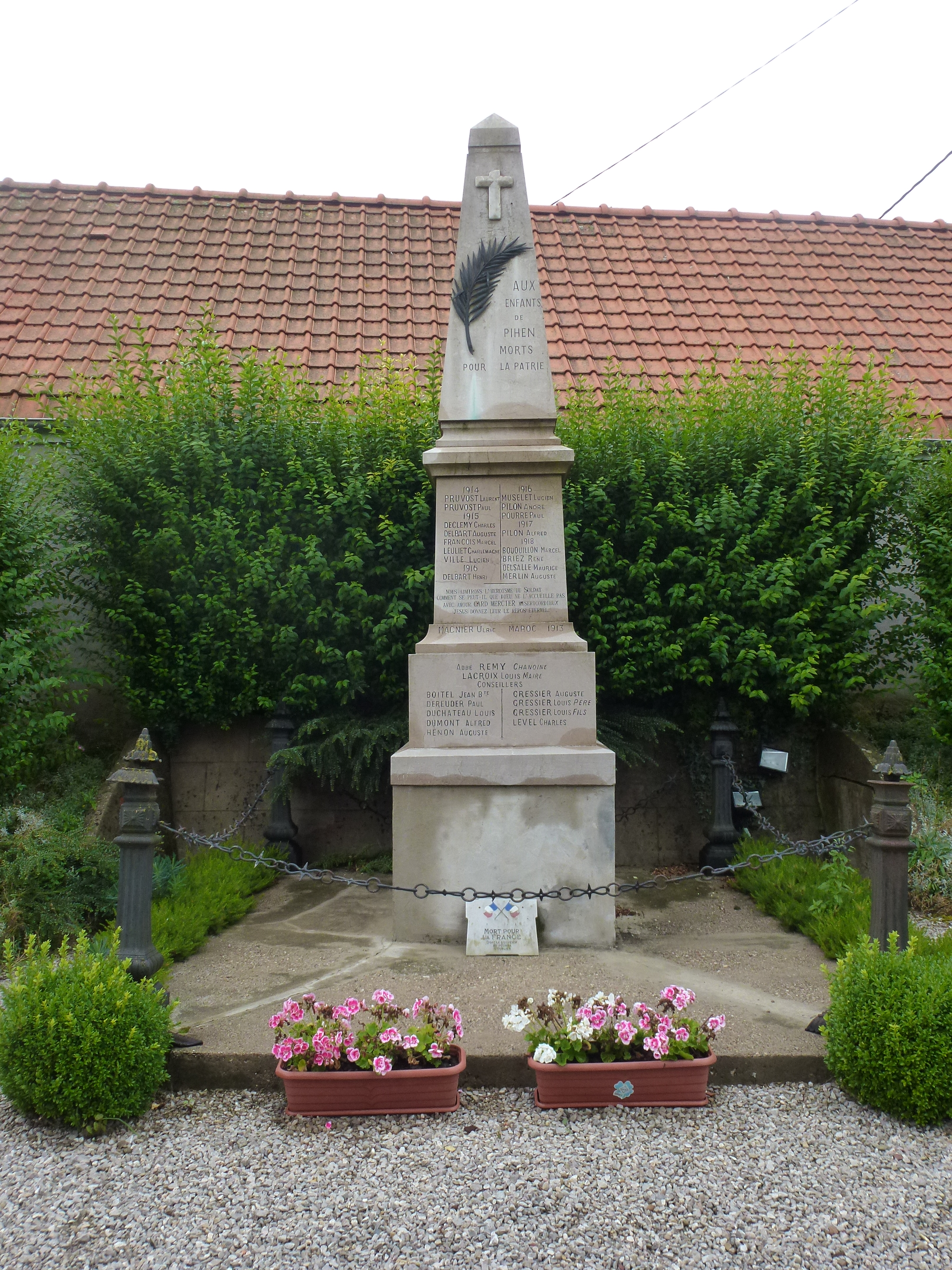
Le monument aux morts.

- L'ancien cimetière et le nouveau cimetière[31].
- Le château d'Alenthun
- Le manoir du Beauregard
- Le château de la Rocherie
- Le château de la Quennevacherie
- L'ancien moulin[31].
- La gare de Pihen.
- Le monument aux morts[32].

### Héraldique
| Blason de Pihen-lès-Guînes | Blason  | De gueules à l'aigle d'argent surmontée d'une couronne de vicomte du même.                                                                    |
| Blason de Pihen-lès-Guînes | Détails | Armes d'un supposé « baron de Pihen », même si la commune montre une couronne de vicomte et non de baron. Adopté par la municipalité en 1992. |

## Pour approfondir

#### Bases de données, dictionnaires et encyclopédies
- Ressources relatives à la géographie :   - Insee (communes)
  - Ldh/EHESS/Cassini
- Ressource relative à plusieurs domaines :   - Annuaire du service public français
- Notices d'autorité :   - BnF (données)